# 拉斯卡里斯家族
拉斯卡里斯（希臘語：Λάσκαρις或Λάσκαρης）是一个东罗马贵族家族，其成员自1204至1261年统治着尼西亚帝国，并一直作为高级贵族直至拜占庭帝国解体，随后许多人移居意大利，又在很久以后迁往士麦那。根据乔治·帕奇米拉斯的说法，拉斯卡里斯又称贾曼图罗斯（Tζαμάντουρος），这一名字的阴性形式是拉斯卡里娜（Λασκαρίνα）。

## 词源
这一名字的起源仍不清楚。1928年，希腊学者Phaedon Koukoules提出该词起源自δάσκαρης（“老师”的卡帕多西亚希腊语变体），但卡帕多西亚希腊语的δ>λ变换在19世纪后期才证明，用于11世纪中叶或更早十分可疑。一年后，G. Stamnopoulos提出了另一种说法，认为起源自Λάσκας或Λάσκος与借自拉丁语-arius的-άρις词尾，但希腊语言学家认为这种词源演变不太可能。根据《牛津拜占庭词典》，最可能的词源是由B. Hemmerdinger在1969年提出的说法。他认为拉斯卡里斯源自波斯语词Lashkarī （‎，阿拉伯语：‎，ʿaskarī）含义是”勇士、士兵“。但这一假说也值得商榷，因为该家族的第一位已知成员只是农民。希腊史学家D. Theodoridis则提出了派生自阿拉伯语al-ʿashqar，（意为红润、金发或栗色）的说法。

## 历史
这个名字的第一次出现是在1059年，在埃夫斯塔西奥斯·沃拉斯（Eustathios Boilas）的遗嘱中被提及，但被提到者只是个普通农民。另一个姓氏为拉斯卡里斯的家族在约公元1180年后出现在塞萨洛尼基，但尚不清楚其是否与帝国皇室有关。
拉斯卡里斯家族最开始值得注意的成员是君士坦丁和狄奥多尔，他们是曼努埃尔·拉斯卡里斯与约安娜·福凯纳·卡拉扎伊纳 （Ἰωάννα Φώκαινα Καράτζαινα）的儿子。他们在安格洛斯王朝末期才在君士坦丁堡崭露头角，狄奥多尔迎娶了阿莱克修斯三世的女儿安娜·科穆宁·安格里娜。据尼基塔斯·霍尼亚提斯记载，在君士坦丁堡被第四次十字军攻陷前夕，君士坦丁被民众推举为皇帝，但无力抵抗拉丁人而被迫逃亡。君士坦丁与狄奥多尔在小亚细亚共同领导了当地拜占庭希腊人反抗拉丁人的斗争，狄奥多尔在这里建立了流亡政权尼西亚帝国。君士坦丁与狄奥多尔有三位兄长（曼努埃尔、米海尔、乔治）和两个弟弟（阿莱克修斯、伊萨克）。
君士坦丁死于约1211年。狄奥多尔的儿子尼古拉斯与约翰死于约1212年。尼西亚帝位于1222年由狄奥多尔的女婿、伊琳娜·拉斯卡里娜的丈夫约翰三世·瓦塔齐斯继承。约翰三世与狄奥多尔的兄弟伊萨克和阿莱克修斯相敌对——二人宣称了皇位并逃亡拉丁帝国寻求援助。在1224年的波马内翁之战中，约翰三世大获全胜，稳固了自己的地位，也预示着反抗拉丁入侵者的长期斗争的胜利。约翰三世于1254年去世，其子狄奥多尔二世继位。狄奥多尔二世于1258年去世，儿子约翰四世幼年继位，权力斗争立刻开始。支持米海尔·巴列奥略的派系在政变中自拉斯卡里斯效忠派乔治·穆萨隆手中夺取了权力，并加冕米海尔为摄政、后来又成为共治皇帝。1261年君士坦丁堡光复后，米海尔独自加冕为帝，而约翰则被忽略。不久，约翰被致盲并囚禁直至1305年去世。
在新朝巴列奥略治下，拉斯卡里斯家族仍保留着一定地位：许多家族成员担任地方总督及朝臣。其中出名的有在约1320年任“宫内军家内官”的曼努埃尔与约1370年任禁军友伴军团首长的阿莱克修斯。约翰·佩贡尼特斯（Pegonites）是15世纪上半叶生活在威尼斯治下克里特岛的作曲家，学者君士坦丁与杰纳斯则与许多人一样因奥斯曼灭亡拜占庭而逃亡意大利，在那里他们帮助激发了文艺复兴。
在15世纪，拉斯卡里斯·卡纳努斯写下了他在北欧旅行的游记。

## 尼西亚的拉斯卡里斯皇帝
- 1204-1205：君士坦丁·拉斯卡里斯？
- 1204/1205–1222：狄奥多尔一世
- 1222–1254：约翰三世
- 1254–1258：狄奥多尔二世
- 1258–1261：约翰四世

## 在意大利
1269年，文蒂米利亚伯爵古列莫·彼得罗一世·巴尔博（Gugliemo Pietro I Balbo）迎娶了狄奥多尔二世的女儿欧多西亚。这段婚姻开启了唐德的拉斯卡里斯王朝，他们统治着唐德伯爵领直至1501年，末代统治者安娜·拉斯卡里斯嫁给萨伏伊的雷纳将该伯爵领变成萨伏伊王朝的分支。拉斯卡里斯的文蒂米利亚分支中最著名的成员是乔瓦尼·保罗·拉斯卡里斯——马耳他骑士团的大團長。他建造了马耳他的拉斯卡里斯塔，还试图为马耳他殖民加勒比。

## 拉斯卡里斯皇族家谱
|                                                    |                                                    |                                                    |                                                    |                                                    |                                                    |  |  | 曼努埃尔·拉斯卡里斯 拉斯卡里斯王朝        | 曼努埃尔·拉斯卡里斯 拉斯卡里斯王朝        | 曼努埃尔·拉斯卡里斯 拉斯卡里斯王朝        | 曼努埃尔·拉斯卡里斯 拉斯卡里斯王朝        | 曼努埃尔·拉斯卡里斯 拉斯卡里斯王朝        | 曼努埃尔·拉斯卡里斯 拉斯卡里斯王朝        |  |  |                                                                                       |                                                                                       |                                                                                       |                                                                                       |                                                                                       |                                                                                       |  |  |                                                                                              |                                                                                              |                                                                                              |                                                                                              |                                                                                              |                                                                                              |  |  | 阿莱克修斯三世·安格洛斯 拜占庭皇帝 (1195-1202) 安格洛斯王朝 | 阿莱克修斯三世·安格洛斯 拜占庭皇帝 (1195-1202) 安格洛斯王朝 | 阿莱克修斯三世·安格洛斯 拜占庭皇帝 (1195-1202) 安格洛斯王朝 | 阿莱克修斯三世·安格洛斯 拜占庭皇帝 (1195-1202) 安格洛斯王朝 | 阿莱克修斯三世·安格洛斯 拜占庭皇帝 (1195-1202) 安格洛斯王朝 | 阿莱克修斯三世·安格洛斯 拜占庭皇帝 (1195-1202) 安格洛斯王朝 |  |  |                                                                                                  |                                                                                                  |                                                                                                  |                                                                                                  |                                                                                                  |                                                                                                  |  |  |  |  |  |  |  |  |  |  |  |  |  |  |  |  |  |  |  |  |  |  |
|                                                    |                                                    |                                                    |                                                    |                                                    |                                                    |  |  | 曼努埃尔·拉斯卡里斯 拉斯卡里斯王朝        | 曼努埃尔·拉斯卡里斯 拉斯卡里斯王朝        | 曼努埃尔·拉斯卡里斯 拉斯卡里斯王朝        | 曼努埃尔·拉斯卡里斯 拉斯卡里斯王朝        | 曼努埃尔·拉斯卡里斯 拉斯卡里斯王朝        | 曼努埃尔·拉斯卡里斯 拉斯卡里斯王朝        |  |  |                                                                                       |                                                                                       |                                                                                       |                                                                                       |                                                                                       |                                                                                       |  |  |                                                                                              |                                                                                              |                                                                                              |                                                                                              |                                                                                              |                                                                                              |  |  | 阿莱克修斯三世·安格洛斯 拜占庭皇帝 (1195-1202) 安格洛斯王朝 | 阿莱克修斯三世·安格洛斯 拜占庭皇帝 (1195-1202) 安格洛斯王朝 | 阿莱克修斯三世·安格洛斯 拜占庭皇帝 (1195-1202) 安格洛斯王朝 | 阿莱克修斯三世·安格洛斯 拜占庭皇帝 (1195-1202) 安格洛斯王朝 | 阿莱克修斯三世·安格洛斯 拜占庭皇帝 (1195-1202) 安格洛斯王朝 | 阿莱克修斯三世·安格洛斯 拜占庭皇帝 (1195-1202) 安格洛斯王朝 |  |  |                                                                                                  |                                                                                                  |                                                                                                  |                                                                                                  |                                                                                                  |                                                                                                  |  |  |  |  |  |  |  |  |  |  |  |  |  |  |  |  |  |  |  |  |  |  |
|                                                    |                                                    |                                                    |                                                    |                                                    |                                                    |  |  |                                           |                                           |                                           |                                           |                                           |                                           |  |  |                                                                                       |                                                                                       |                                                                                       |                                                                                       |                                                                                       |                                                                                       |  |  |                                                                                              |                                                                                              |                                                                                              |                                                                                              |                                                                                              |                                                                                              |  |  |                                                             |                                                             |                                                             |                                                             |                                                             |                                                             |  |  |                                                                                                  |                                                                                                  |                                                                                                  |                                                                                                  |                                                                                                  |                                                                                                  |  |  |  |  |  |  |  |  |  |  |  |  |  |  |  |  |  |  |  |  |  |  |
| 君士坦丁·拉斯卡里斯 拜占庭皇帝（宣称） (1204-1205) | 君士坦丁·拉斯卡里斯 拜占庭皇帝（宣称） (1204-1205) | 君士坦丁·拉斯卡里斯 拜占庭皇帝（宣称） (1204-1205) | 君士坦丁·拉斯卡里斯 拜占庭皇帝（宣称） (1204-1205) | 君士坦丁·拉斯卡里斯 拜占庭皇帝（宣称） (1204-1205) | 君士坦丁·拉斯卡里斯 拜占庭皇帝（宣称） (1204-1205) |  |  | （女儿） ? ∞ 马可一世·萨努多 纳克索斯公爵 | （女儿） ? ∞ 马可一世·萨努多 纳克索斯公爵 | （女儿） ? ∞ 马可一世·萨努多 纳克索斯公爵 | （女儿） ? ∞ 马可一世·萨努多 纳克索斯公爵 | （女儿） ? ∞ 马可一世·萨努多 纳克索斯公爵 | （女儿） ? ∞ 马可一世·萨努多 纳克索斯公爵 |  |  | 3.考特尼的玛丽亚                                                                      | 3.考特尼的玛丽亚                                                                      | 3.考特尼的玛丽亚                                                                      | 3.考特尼的玛丽亚                                                                      | 3.考特尼的玛丽亚                                                                      | 3.考特尼的玛丽亚                                                                      |  |  | 狄奥多尔一世 尼西亚皇帝 (1205-1222) ∞ 2.亚美尼亚的菲利帕                                     | 狄奥多尔一世 尼西亚皇帝 (1205-1222) ∞ 2.亚美尼亚的菲利帕                                     | 狄奥多尔一世 尼西亚皇帝 (1205-1222) ∞ 2.亚美尼亚的菲利帕                                     | 狄奥多尔一世 尼西亚皇帝 (1205-1222) ∞ 2.亚美尼亚的菲利帕                                     | 狄奥多尔一世 尼西亚皇帝 (1205-1222) ∞ 2.亚美尼亚的菲利帕                                     | 狄奥多尔一世 尼西亚皇帝 (1205-1222) ∞ 2.亚美尼亚的菲利帕                                     |  |  | 1.安娜·安格里娜                                             | 1.安娜·安格里娜                                             | 1.安娜·安格里娜                                             | 1.安娜·安格里娜                                             | 1.安娜·安格里娜                                             | 1.安娜·安格里娜                                             |  |  | 伊琳娜·安格里娜 ∞1.安德洛尼克斯·康托斯特凡诺斯（Andronikos Kontostefanos） 2.阿莱克修斯·巴列奥略 | 伊琳娜·安格里娜 ∞1.安德洛尼克斯·康托斯特凡诺斯（Andronikos Kontostefanos） 2.阿莱克修斯·巴列奥略 | 伊琳娜·安格里娜 ∞1.安德洛尼克斯·康托斯特凡诺斯（Andronikos Kontostefanos） 2.阿莱克修斯·巴列奥略 | 伊琳娜·安格里娜 ∞1.安德洛尼克斯·康托斯特凡诺斯（Andronikos Kontostefanos） 2.阿莱克修斯·巴列奥略 | 伊琳娜·安格里娜 ∞1.安德洛尼克斯·康托斯特凡诺斯（Andronikos Kontostefanos） 2.阿莱克修斯·巴列奥略 | 伊琳娜·安格里娜 ∞1.安德洛尼克斯·康托斯特凡诺斯（Andronikos Kontostefanos） 2.阿莱克修斯·巴列奥略 |  |  |  |  |  |  |  |  |  |  |  |  |  |  |  |  |  |  |  |  |  |  |
| 君士坦丁·拉斯卡里斯 拜占庭皇帝（宣称） (1204-1205) | 君士坦丁·拉斯卡里斯 拜占庭皇帝（宣称） (1204-1205) | 君士坦丁·拉斯卡里斯 拜占庭皇帝（宣称） (1204-1205) | 君士坦丁·拉斯卡里斯 拜占庭皇帝（宣称） (1204-1205) | 君士坦丁·拉斯卡里斯 拜占庭皇帝（宣称） (1204-1205) | 君士坦丁·拉斯卡里斯 拜占庭皇帝（宣称） (1204-1205) |  |  | （女儿） ? ∞ 马可一世·萨努多 纳克索斯公爵 | （女儿） ? ∞ 马可一世·萨努多 纳克索斯公爵 | （女儿） ? ∞ 马可一世·萨努多 纳克索斯公爵 | （女儿） ? ∞ 马可一世·萨努多 纳克索斯公爵 | （女儿） ? ∞ 马可一世·萨努多 纳克索斯公爵 | （女儿） ? ∞ 马可一世·萨努多 纳克索斯公爵 |  |  | 3.考特尼的玛丽亚                                                                      | 3.考特尼的玛丽亚                                                                      | 3.考特尼的玛丽亚                                                                      | 3.考特尼的玛丽亚                                                                      | 3.考特尼的玛丽亚                                                                      | 3.考特尼的玛丽亚                                                                      |  |  | 狄奥多尔一世 尼西亚皇帝 (1205-1222) ∞ 2.亚美尼亚的菲利帕                                     | 狄奥多尔一世 尼西亚皇帝 (1205-1222) ∞ 2.亚美尼亚的菲利帕                                     | 狄奥多尔一世 尼西亚皇帝 (1205-1222) ∞ 2.亚美尼亚的菲利帕                                     | 狄奥多尔一世 尼西亚皇帝 (1205-1222) ∞ 2.亚美尼亚的菲利帕                                     | 狄奥多尔一世 尼西亚皇帝 (1205-1222) ∞ 2.亚美尼亚的菲利帕                                     | 狄奥多尔一世 尼西亚皇帝 (1205-1222) ∞ 2.亚美尼亚的菲利帕                                     |  |  | 1.安娜·安格里娜                                             | 1.安娜·安格里娜                                             | 1.安娜·安格里娜                                             | 1.安娜·安格里娜                                             | 1.安娜·安格里娜                                             | 1.安娜·安格里娜                                             |  |  | 伊琳娜·安格里娜 ∞1.安德洛尼克斯·康托斯特凡诺斯（Andronikos Kontostefanos） 2.阿莱克修斯·巴列奥略 | 伊琳娜·安格里娜 ∞1.安德洛尼克斯·康托斯特凡诺斯（Andronikos Kontostefanos） 2.阿莱克修斯·巴列奥略 | 伊琳娜·安格里娜 ∞1.安德洛尼克斯·康托斯特凡诺斯（Andronikos Kontostefanos） 2.阿莱克修斯·巴列奥略 | 伊琳娜·安格里娜 ∞1.安德洛尼克斯·康托斯特凡诺斯（Andronikos Kontostefanos） 2.阿莱克修斯·巴列奥略 | 伊琳娜·安格里娜 ∞1.安德洛尼克斯·康托斯特凡诺斯（Andronikos Kontostefanos） 2.阿莱克修斯·巴列奥略 | 伊琳娜·安格里娜 ∞1.安德洛尼克斯·康托斯特凡诺斯（Andronikos Kontostefanos） 2.阿莱克修斯·巴列奥略 |  |  |  |  |  |  |  |  |  |  |  |  |  |  |  |  |  |  |  |  |  |  |
|                                                    |                                                    |                                                    |                                                    |                                                    |                                                    |  |  |                                           |                                           |                                           |                                           |                                           |                                           |  |  |                                                                                       |                                                                                       |                                                                                       |                                                                                       |                                                                                       |                                                                                       |  |  |                                                                                              |                                                                                              |                                                                                              |                                                                                              |                                                                                              |                                                                                              |  |  |                                                             |                                                             |                                                             |                                                             |                                                             |                                                             |  |  |                                                                                                  |                                                                                                  |                                                                                                  |                                                                                                  |                                                                                                  |                                                                                                  |  |  |  |  |  |  |  |  |  |  |  |  |  |  |  |  |  |  |  |  |  |  |
|                                                    |                                                    |                                                    |                                                    |                                                    |                                                    |  |  |                                           |                                           |                                           |                                           |                                           |                                           |  |  |                                                                                       |                                                                                       |                                                                                       |                                                                                       |                                                                                       |                                                                                       |  |  |                                                                                              |                                                                                              |                                                                                              |                                                                                              |                                                                                              |                                                                                              |  |  |                                                             |                                                             |                                                             |                                                             |                                                             |                                                             |  |  |                                                                                                  |                                                                                                  |                                                                                                  |                                                                                                  |                                                                                                  |                                                                                                  |  |  |  |  |  |  |  |  |  |  |  |  |  |  |  |  |  |  |  |  |  |  |
|                                                    |                                                    |                                                    |                                                    |                                                    |                                                    |  |  |                                           |                                           |                                           |                                           |                                           |                                           |  |  | 伊琳娜·拉斯卡里娜 ∞ 1.安德洛尼克斯·巴列奥略 2.约翰三世·瓦塔齐斯 尼西亚皇帝(1222-1254) | 伊琳娜·拉斯卡里娜 ∞ 1.安德洛尼克斯·巴列奥略 2.约翰三世·瓦塔齐斯 尼西亚皇帝(1222-1254) | 伊琳娜·拉斯卡里娜 ∞ 1.安德洛尼克斯·巴列奥略 2.约翰三世·瓦塔齐斯 尼西亚皇帝(1222-1254) | 伊琳娜·拉斯卡里娜 ∞ 1.安德洛尼克斯·巴列奥略 2.约翰三世·瓦塔齐斯 尼西亚皇帝(1222-1254) | 伊琳娜·拉斯卡里娜 ∞ 1.安德洛尼克斯·巴列奥略 2.约翰三世·瓦塔齐斯 尼西亚皇帝(1222-1254) | 伊琳娜·拉斯卡里娜 ∞ 1.安德洛尼克斯·巴列奥略 2.约翰三世·瓦塔齐斯 尼西亚皇帝(1222-1254) |  |  | 欧多西亚·拉斯卡里娜·安格里娜 ∞ 1.腓特烈二世 奥地利公爵 2.凯厄克斯的昂索（Anseaux de Cayeux） | 欧多西亚·拉斯卡里娜·安格里娜 ∞ 1.腓特烈二世 奥地利公爵 2.凯厄克斯的昂索（Anseaux de Cayeux） | 欧多西亚·拉斯卡里娜·安格里娜 ∞ 1.腓特烈二世 奥地利公爵 2.凯厄克斯的昂索（Anseaux de Cayeux） | 欧多西亚·拉斯卡里娜·安格里娜 ∞ 1.腓特烈二世 奥地利公爵 2.凯厄克斯的昂索（Anseaux de Cayeux） | 欧多西亚·拉斯卡里娜·安格里娜 ∞ 1.腓特烈二世 奥地利公爵 2.凯厄克斯的昂索（Anseaux de Cayeux） | 欧多西亚·拉斯卡里娜·安格里娜 ∞ 1.腓特烈二世 奥地利公爵 2.凯厄克斯的昂索（Anseaux de Cayeux） |  |  | 玛丽亚·拉斯卡里娜 ∞ 贝拉四世 匈牙利国王                     | 玛丽亚·拉斯卡里娜 ∞ 贝拉四世 匈牙利国王                     | 玛丽亚·拉斯卡里娜 ∞ 贝拉四世 匈牙利国王                     | 玛丽亚·拉斯卡里娜 ∞ 贝拉四世 匈牙利国王                     | 玛丽亚·拉斯卡里娜 ∞ 贝拉四世 匈牙利国王                     | 玛丽亚·拉斯卡里娜 ∞ 贝拉四世 匈牙利国王                     |  |  | (2) 狄奥多拉·巴列奥略                                                                            | (2) 狄奥多拉·巴列奥略                                                                            | (2) 狄奥多拉·巴列奥略                                                                            | (2) 狄奥多拉·巴列奥略                                                                            | (2) 狄奥多拉·巴列奥略                                                                            | (2) 狄奥多拉·巴列奥略                                                                            |  |  |  |  |  |  |  |  |  |  |  |  |  |  |  |  |  |  |  |  |  |  |
|                                                    |                                                    |                                                    |                                                    |                                                    |                                                    |  |  |                                           |                                           |                                           |                                           |                                           |                                           |  |  | 伊琳娜·拉斯卡里娜 ∞ 1.安德洛尼克斯·巴列奥略 2.约翰三世·瓦塔齐斯 尼西亚皇帝(1222-1254) | 伊琳娜·拉斯卡里娜 ∞ 1.安德洛尼克斯·巴列奥略 2.约翰三世·瓦塔齐斯 尼西亚皇帝(1222-1254) | 伊琳娜·拉斯卡里娜 ∞ 1.安德洛尼克斯·巴列奥略 2.约翰三世·瓦塔齐斯 尼西亚皇帝(1222-1254) | 伊琳娜·拉斯卡里娜 ∞ 1.安德洛尼克斯·巴列奥略 2.约翰三世·瓦塔齐斯 尼西亚皇帝(1222-1254) | 伊琳娜·拉斯卡里娜 ∞ 1.安德洛尼克斯·巴列奥略 2.约翰三世·瓦塔齐斯 尼西亚皇帝(1222-1254) | 伊琳娜·拉斯卡里娜 ∞ 1.安德洛尼克斯·巴列奥略 2.约翰三世·瓦塔齐斯 尼西亚皇帝(1222-1254) |  |  | 欧多西亚·拉斯卡里娜·安格里娜 ∞ 1.腓特烈二世 奥地利公爵 2.凯厄克斯的昂索（Anseaux de Cayeux） | 欧多西亚·拉斯卡里娜·安格里娜 ∞ 1.腓特烈二世 奥地利公爵 2.凯厄克斯的昂索（Anseaux de Cayeux） | 欧多西亚·拉斯卡里娜·安格里娜 ∞ 1.腓特烈二世 奥地利公爵 2.凯厄克斯的昂索（Anseaux de Cayeux） | 欧多西亚·拉斯卡里娜·安格里娜 ∞ 1.腓特烈二世 奥地利公爵 2.凯厄克斯的昂索（Anseaux de Cayeux） | 欧多西亚·拉斯卡里娜·安格里娜 ∞ 1.腓特烈二世 奥地利公爵 2.凯厄克斯的昂索（Anseaux de Cayeux） | 欧多西亚·拉斯卡里娜·安格里娜 ∞ 1.腓特烈二世 奥地利公爵 2.凯厄克斯的昂索（Anseaux de Cayeux） |  |  | 玛丽亚·拉斯卡里娜 ∞ 贝拉四世 匈牙利国王                     | 玛丽亚·拉斯卡里娜 ∞ 贝拉四世 匈牙利国王                     | 玛丽亚·拉斯卡里娜 ∞ 贝拉四世 匈牙利国王                     | 玛丽亚·拉斯卡里娜 ∞ 贝拉四世 匈牙利国王                     | 玛丽亚·拉斯卡里娜 ∞ 贝拉四世 匈牙利国王                     | 玛丽亚·拉斯卡里娜 ∞ 贝拉四世 匈牙利国王                     |  |  | (2) 狄奥多拉·巴列奥略                                                                            | (2) 狄奥多拉·巴列奥略                                                                            | (2) 狄奥多拉·巴列奥略                                                                            | (2) 狄奥多拉·巴列奥略                                                                            | (2) 狄奥多拉·巴列奥略                                                                            | (2) 狄奥多拉·巴列奥略                                                                            |  |  |  |  |  |  |  |  |  |  |  |  |  |  |  |  |  |  |  |  |  |  |
|                                                    |                                                    |                                                    |                                                    |                                                    |                                                    |  |  |                                           |                                           |                                           |                                           |                                           |                                           |  |  | 狄奥多尔二世 尼西亚皇帝 (1254-1258) 瓦塔齐斯王朝                                      | 狄奥多尔二世 尼西亚皇帝 (1254-1258) 瓦塔齐斯王朝                                      | 狄奥多尔二世 尼西亚皇帝 (1254-1258) 瓦塔齐斯王朝                                      | 狄奥多尔二世 尼西亚皇帝 (1254-1258) 瓦塔齐斯王朝                                      | 狄奥多尔二世 尼西亚皇帝 (1254-1258) 瓦塔齐斯王朝                                      | 狄奥多尔二世 尼西亚皇帝 (1254-1258) 瓦塔齐斯王朝                                      |  |  |                                                                                              |                                                                                              |                                                                                              |                                                                                              |                                                                                              |                                                                                              |  |  | 伊斯特万五世 匈牙利国王                                     | 伊斯特万五世 匈牙利国王                                     | 伊斯特万五世 匈牙利国王                                     | 伊斯特万五世 匈牙利国王                                     | 伊斯特万五世 匈牙利国王                                     | 伊斯特万五世 匈牙利国王                                     |  |  | 米海尔八世·巴列奥略 拜占庭皇帝 (1261-1282)                                                       | 米海尔八世·巴列奥略 拜占庭皇帝 (1261-1282)                                                       | 米海尔八世·巴列奥略 拜占庭皇帝 (1261-1282)                                                       | 米海尔八世·巴列奥略 拜占庭皇帝 (1261-1282)                                                       | 米海尔八世·巴列奥略 拜占庭皇帝 (1261-1282)                                                       | 米海尔八世·巴列奥略 拜占庭皇帝 (1261-1282)                                                       |  |  |  |  |  |  |  |  |  |  |  |  |  |  |  |  |  |  |  |  |  |  |
|                                                    |                                                    |                                                    |                                                    |                                                    |                                                    |  |  |                                           |                                           |                                           |                                           |                                           |                                           |  |  | 狄奥多尔二世 尼西亚皇帝 (1254-1258) 瓦塔齐斯王朝                                      | 狄奥多尔二世 尼西亚皇帝 (1254-1258) 瓦塔齐斯王朝                                      | 狄奥多尔二世 尼西亚皇帝 (1254-1258) 瓦塔齐斯王朝                                      | 狄奥多尔二世 尼西亚皇帝 (1254-1258) 瓦塔齐斯王朝                                      | 狄奥多尔二世 尼西亚皇帝 (1254-1258) 瓦塔齐斯王朝                                      | 狄奥多尔二世 尼西亚皇帝 (1254-1258) 瓦塔齐斯王朝                                      |  |  |                                                                                              |                                                                                              |                                                                                              |                                                                                              |                                                                                              |                                                                                              |  |  | 伊斯特万五世 匈牙利国王                                     | 伊斯特万五世 匈牙利国王                                     | 伊斯特万五世 匈牙利国王                                     | 伊斯特万五世 匈牙利国王                                     | 伊斯特万五世 匈牙利国王                                     | 伊斯特万五世 匈牙利国王                                     |  |  | 米海尔八世·巴列奥略 拜占庭皇帝 (1261-1282)                                                       | 米海尔八世·巴列奥略 拜占庭皇帝 (1261-1282)                                                       | 米海尔八世·巴列奥略 拜占庭皇帝 (1261-1282)                                                       | 米海尔八世·巴列奥略 拜占庭皇帝 (1261-1282)                                                       | 米海尔八世·巴列奥略 拜占庭皇帝 (1261-1282)                                                       | 米海尔八世·巴列奥略 拜占庭皇帝 (1261-1282)                                                       |  |  |  |  |  |  |  |  |  |  |  |  |  |  |  |  |  |  |  |  |  |  |
|                                                    |                                                    |                                                    |                                                    |                                                    |                                                    |  |  |                                           |                                           |                                           |                                           |                                           |                                           |  |  |                                                                                       |                                                                                       |                                                                                       |                                                                                       |                                                                                       |                                                                                       |  |  |                                                                                              |                                                                                              |                                                                                              |                                                                                              |                                                                                              |                                                                                              |  |  | 匈牙利的安娜                                                | 匈牙利的安娜                                                | 匈牙利的安娜                                                | 匈牙利的安娜                                                | 匈牙利的安娜                                                | 匈牙利的安娜                                                |  |  | 安德洛尼卡二世·巴列奥略 拜占庭皇帝(1282-1328)                                                    | 安德洛尼卡二世·巴列奥略 拜占庭皇帝(1282-1328)                                                    | 安德洛尼卡二世·巴列奥略 拜占庭皇帝(1282-1328)                                                    | 安德洛尼卡二世·巴列奥略 拜占庭皇帝(1282-1328)                                                    | 安德洛尼卡二世·巴列奥略 拜占庭皇帝(1282-1328)                                                    | 安德洛尼卡二世·巴列奥略 拜占庭皇帝(1282-1328)                                                    |  |  |  |  |  |  |  |  |  |  |  |  |  |  |  |  |  |  |  |  |  |  |
|                                                    |                                                    |                                                    |                                                    |                                                    |                                                    |  |  |                                           |                                           |                                           |                                           |                                           |                                           |  |  |                                                                                       |                                                                                       |                                                                                       |                                                                                       |                                                                                       |                                                                                       |  |  |                                                                                              |                                                                                              |                                                                                              |                                                                                              |                                                                                              |                                                                                              |  |  | 匈牙利的安娜                                                | 匈牙利的安娜                                                | 匈牙利的安娜                                                | 匈牙利的安娜                                                | 匈牙利的安娜                                                | 匈牙利的安娜                                                |  |  | 安德洛尼卡二世·巴列奥略 拜占庭皇帝(1282-1328)                                                    | 安德洛尼卡二世·巴列奥略 拜占庭皇帝(1282-1328)                                                    | 安德洛尼卡二世·巴列奥略 拜占庭皇帝(1282-1328)                                                    | 安德洛尼卡二世·巴列奥略 拜占庭皇帝(1282-1328)                                                    | 安德洛尼卡二世·巴列奥略 拜占庭皇帝(1282-1328)                                                    | 安德洛尼卡二世·巴列奥略 拜占庭皇帝(1282-1328)                                                    |  |  |  |  |  |  |  |  |  |  |  |  |  |  |  |  |  |  |  |  |  |  |